# L'Œil crevé

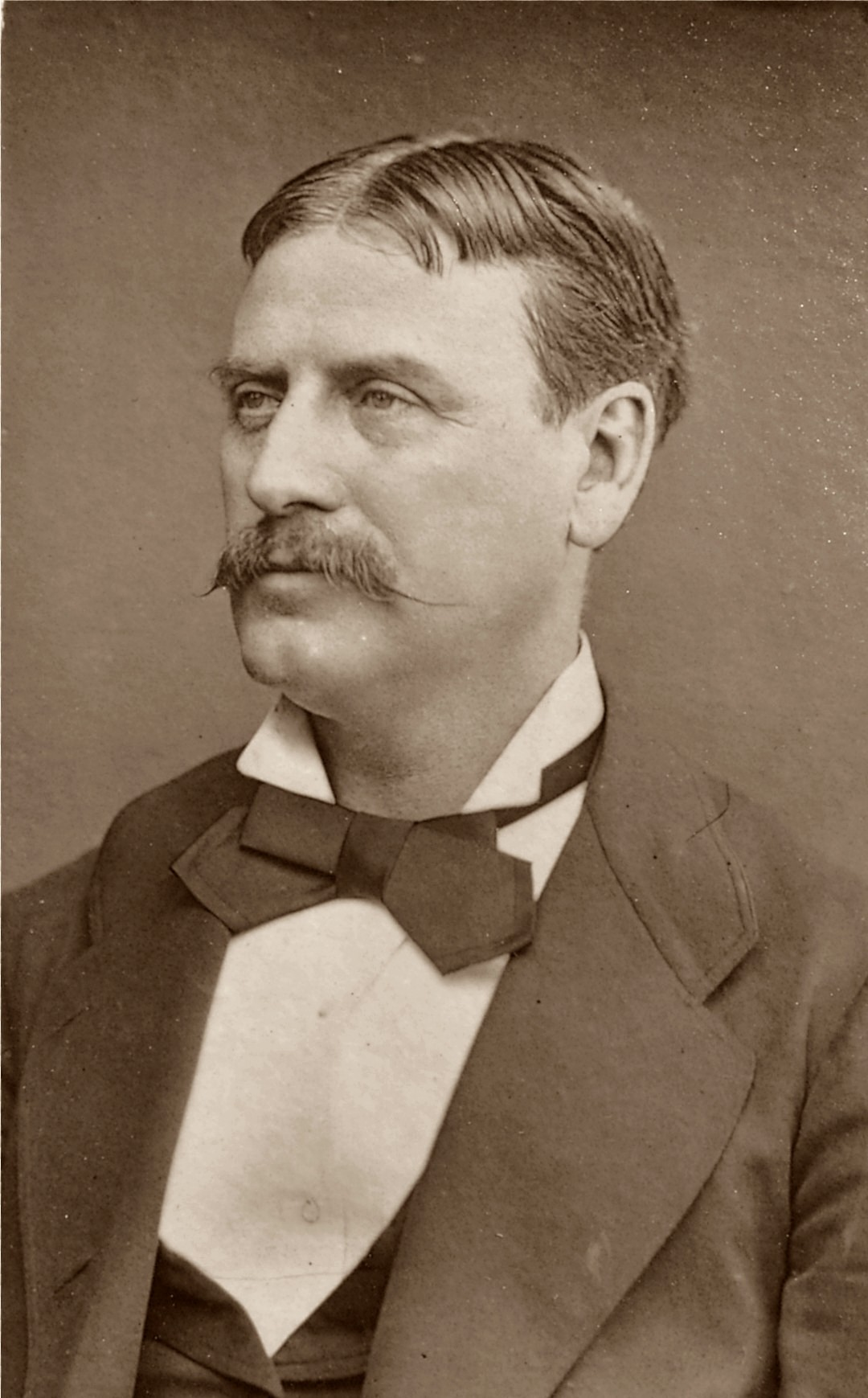
Hervé (Florimond Ronger)

L'Œil crevé (bokstavligt: "Det spräckta ögat"; mer fritt: "Mitt i ögat") är en opéra bouffe i tre akter med musik och libretto av Hervé.

## Historia
Hervé hade skrivit enaktsoperetter i flera år, då denna genre var den enda möjliga för teatrarna fram till 1858 på grund av licensavgifter. 1858 togs dessa restriktioner bort och Hervés första helaftonsföreställning av arten opéra bouffe (Les Chevaliers de la Table ronde) sattes upp på Bouffes-Parisiens 1866 med stor succé. Denna följdes av L'Œil crevé på Théâtre des Folies-Dramatiques 1867. Dessa verk, tillsammans med kompositörens Chilpéric från 1868 och Le Petit Faust från 1869, representerar en burlesque - komisk behandling av allvarliga ämnen, fulla av medvetna anakronismer och galna situationer - på gränsen till det tillåtna.

## Mottagande och uppförandehistorik

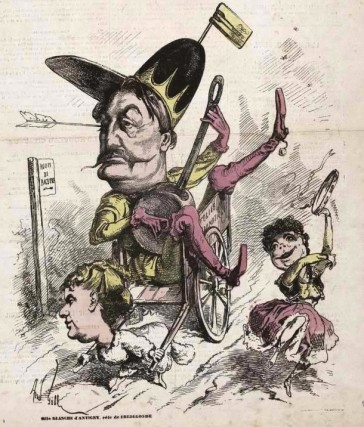
Karikatyr av Hervé med en pil "mitt i ögat".

Verket hade premiär den 12 oktober 1867 på Théâtre des Folies-Dramatiques i Paris. Operetten blev en stor succé med 345 föreställningar det första året. Bland verkets många slagnummer återfanns duetten "Légende de la langouste atmospherique" (historien om den atmosfäriska hummern); ett nummer för gendarmen imiterande trumljud; och en joddelsång för Alexandrivoire.  En kritiker sa att Hervé's musik var "spirituell, glad, riktigt galen, riktig parisisk... och klok!" Carl Maria von Webers opera Friskytten och Gioacchino Rossinis Guillaume Tell, vilka både innehåller bågskyttetävlingar, parodieras, liksom Giuseppe Verdis Trubaduren, där Dindonette gör en parodi på "Miserere" från samma opera när hennes älskade är tillfångatagen i en fängelsehåla.
Verket spelades i London i en engelsk version av Francis Cowley Burnand med titeln Hit or Miss, or All My Eye and Betty Martin 1868. Den har även framförts i Australien, USA, Österrike och Tyskland. Den framfördes flitigt i Frankrike fram till början av 1900-talet, trots att operettpublikens smak förflyttades från denna extravaganta stil mot en mer borgerlig dito och L'Œil crevé spelades allt mer sällan.
Operetten sattes upp i en nyproduktion på Théâtre de l'Opéra-Comique i Paris 1999 med originaltiteln Vlan! dans l'œil.

## Personer

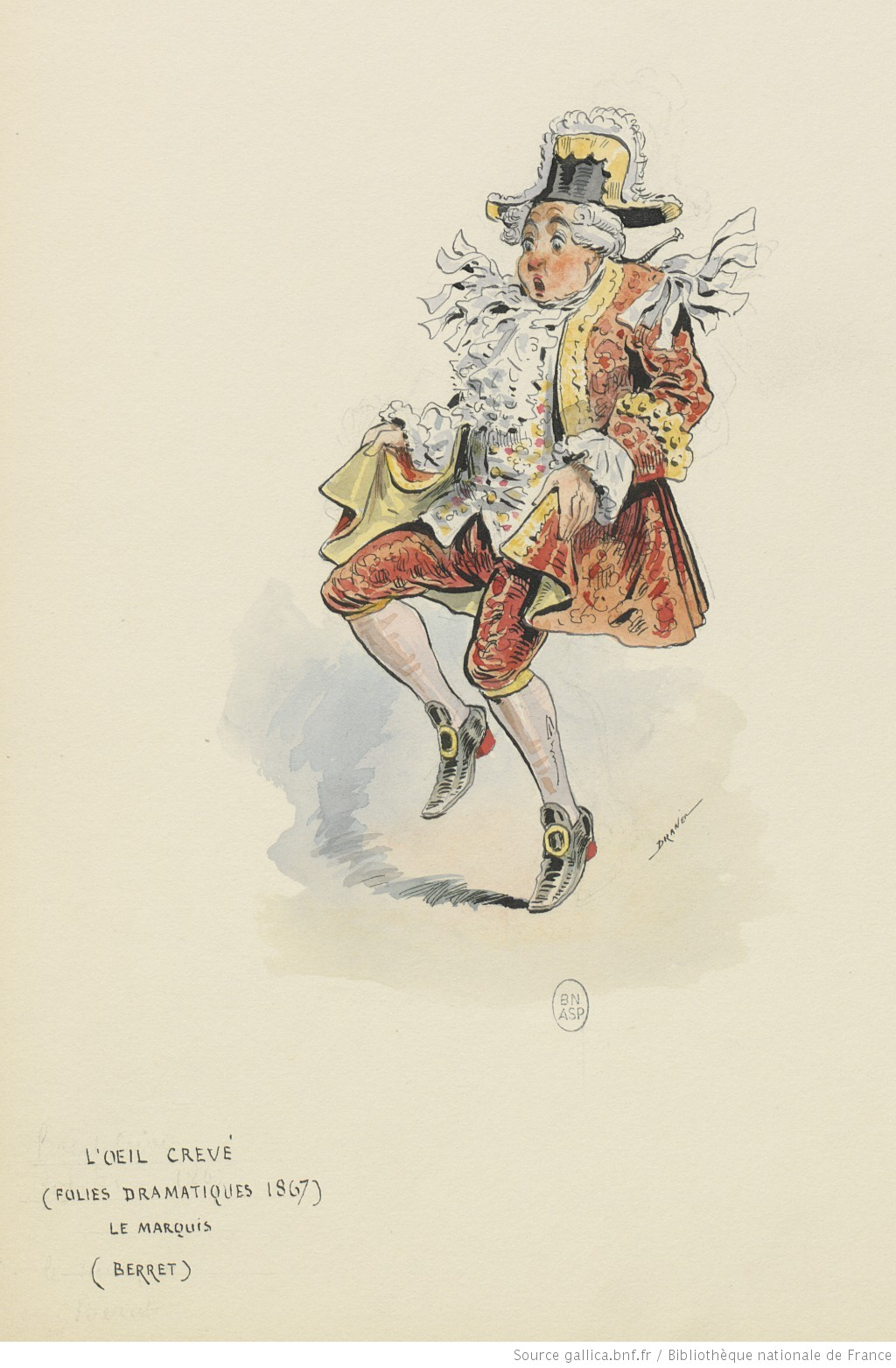
Kostymskiss till Marquis

| Roller                                    | Premiärbesättning den 12 oktober 1867 |
| ----------------------------------------- | ------------------------------------- |
| Fleur de Noblesse                         | Julia Baron                           |
| Marquis de Haut-en-Truffes, hennes fader  | Berret                                |
| Marquise de Haut-en-Truffes, hennes moder | Adèle Cuinet                          |
| Ernest, en ung tapetserare                |                                       |
| Alexandrivoire, en skogvaktare            | Marcel                                |
| Dindonette, byflicka                      | Mlle Berthal                          |
| Geromé, en gendarm                        | Milher                                |

## Handling
Fleur de Noblesse, en ung och vacker flicka av god familj, har samtidigt smittats av djup passion för möbelkonst och för den unge möbelmakaren Ernest. En bågskyttetävling arrangeras i vilken hennes hand är första priset för den som skjuter mitt i prick. Fleur försöker manipulera tavlan så att Ernest ska vinna. I tävlingen ser det ut som om Ernest har skjutit mitt i prick men då dyker Alexandrivoire upp, en lurig skogvaktare som liksom Robin Hood tar från de rika och ger till de fattiga. Han utmanar Ernest. När han lägger han blandar sig Fleur vilket får till resultat att pilen träffar henne rätt i ögat. Den lokala gendarmen Geromé arresterar Alexandrivoire och kastar honom i fängelsehålan, men Dindonette, en byflicka som är förälskad i Alexandrivoire lyckas få ut pilen från Fleurs öga och efter diverse förvecklingar slutar allt lyckligt.